# Honduras Billie Jean King Cup-lag
 Honduras Billie Jean King Cup-lag representerar Honduras i tennisturneringen Billie Jean King Cup, och kontrolleras av Honduras tennisförbund.

## Historik
Honduras deltog första gången 2007, och slutade då på åttonde plats i Grupp II.